# Sławomir Żarski
Sławomir Żarski (ur. 11 października 1955 w Hruszówce) – polski duchowny rzymskokatolicki, doktor nauk społecznych, prałat honorowy Jego Świątobliwości, generał brygady Wojska Polskiego w stanie spoczynku, administrator Ordynariatu Polowego Wojska Polskiego od 10 kwietnia 2010 do 19 grudnia 2010. W latach 1985–1990 tajny współpracownik Służby Bezpieczeństwa.
Proboszcz w parafiach: św. Wojciecha w Tyśmienicy w latach 1989–1992, cywilno-wojskowej Najświętszej Maryi Panny Królowej Polski w Kielcach w latach 1992–1993, wojskowej Najświętszej Maryi Panny Królowej Pokoju w Bydgoszczy w latach 1993–1997, wojskowej św. Rafała Kalinowskiego w Warszawie w latach 1998–2002, cywilno-wojskowej św. Elżbiety we Wrocławiu w latach 2002–2006, cywilno-wojskowej św. Józefa Oblubieńca Najświętszej Maryi Panny w Legionowie w latach 2011–2012. Administrator parafii św. Jana Chrzciciela w Józefowie-Michalinie w 2013, administrator parafii Świętych Apostołów Piotra i Pawła w Dębem Wielkim w latach 2015–2016, a następnie proboszcz tej parafii od 12 października 2016.
Dziekan dekanatu mińskiego-św. Antoniego z Padwy od 1 listopada 2017.

## Życiorys

### Młodość
Urodził się w białoruskiej Hruszówce jako syn Piotra i Danuty (z domu Jankowskiej).
W Węgrowie ukończył szkołę podstawową oraz Liceum Ogólnokształcące im. Adama Mickiewicza.

### Kapłaństwo
W 1974 wstąpił do Wyższego Seminarium Duchownego w Siedlcach, gdzie odbył studia filozoficzno-teologiczne. 7 czerwca 1980 z rąk biskupa siedleckiego Jana Mazura przyjął święcenia kapłańskie. Od 1 sierpnia 1980 do 1 czerwca 1982 był wikariuszem w parafii Niepokalanego Poczęcia Najświętszej Maryi Panny w Ostrowie Lubelskim. Od 1 czerwca 1982 do 1 lutego 1989 był wikariuszem w parafii Przemienienia Pańskiego w Garwolinie, gdzie pełnił funkcję katechety uczniów Zespołu Szkół Rolniczych im. Stanisława Staszica w Miętnem – był wówczas świadkiem strajku szkolnego o krzyże w 1984. Od 1 lutego 1989 do 30 kwietnia 1992 był proboszczem w parafii św. Wojciecha w Tyśmienicy, gdzie dokończył budowę kościoła i plebanii.

#### Posługa w Ordynariacie Polowym Wojska Polskiego (1992–2012)
W 1992 został oddelegowany do Ordynariatu Polowego Wojska Polskiego, gdzie podjął posługę proboszcza parafii cywilno-wojskowej Najświętszej Maryi Panny Królowej Polski w Kielcach. W tym samym roku rozpoczął studia specjalistyczne w Akademii Teologii Katolickiej w Warszawie na Wydziale Prawa Kanonicznego, gdzie w 1997 uzyskał tytuł magistra prawa kanonicznego. W 1993 został proboszczem parafii wojskowej Najświętszej Maryi Panny Królowej Pokoju w Bydgoszczy, objął także stanowisko dziekana Pomorskiego Okręgu Wojskowego.
W 1995 papież Jan Paweł II nadał mu godność kapelana Jego Świątobliwości.
W latach 1998–2002 sprawował funkcję proboszcza parafii wojskowej św. Rafała Kalinowskiego w Warszawie, a w 2002 został proboszczem parafii cywilno-wojskowej św. Elżbiety we Wrocławiu. 16 września 2005 został powołany do Rady Kapłańskiej Ordynariatu Polowego Wojska Polskiego.
W latach 1998–2007 odbywał studia doktoranckie na wydziale prawa kanonicznego Uniwersytetu Kardynała Stefana Wyszyńskiego.
W 2006 papież Benedykt XVI nadał mu godność prałata honorowego Jego Świątobliwości.
W 2007 rozpoczął studia doktoranckie w Akademii Obrony Narodowej w Warszawie, które ukończył uzyskując 29 września 2016 stopień doktora nauk społecznych. 21 grudnia 2007 został powołany do Rady Duszpasterskiej Ordynariatu Polowego Wojska Polskiego. 13 września 2008 został członkiem kolegium konsultorów Ordynariatu Polowego Wojska Polskiego. 15 grudnia 2009 został powołany do Rady Ekonomicznej Ordynariatu Polowego Wojska Polskiego. Również w 2009 został Delegatem Biskupa Polowego Wojska Polskiego ds. Duszpasterstwa Kobiet.
10 kwietnia 2010, w następstwie tragicznej śmierci biskupa gen. dyw. Tadeusza Płoskiego w katastrofie polskiego samolotu Tu-154M w Smoleńsku, został administratorem Ordynariatu Polowego Wojska Polskiego. Funkcję tę pełnił do 19 grudnia 2010, kiedy to Ordynariat Polowy objął nowy biskup polowy Józef Guzdek.
Był uznawany za kandydata na biskupa polowego Wojska Polskiego. 11 listopada 2010 podczas mszy świętej w bazylice Świętego Krzyża w Warszawie z okazji Święta Niepodległości wygłosił prowokacyjne kazanie, w którym wbrew wynikom badań społecznych stwierdził, że patriotyzm przestał być dziś w Polsce uważany za konieczny do egzystencji, a zaradność w zaspokajaniu własnych potrzeb i gromadzeniu dóbr osobistych, nawet za cenę zniszczenia dobra wspólnego, stała się wartością; u podstaw III Rzeczypospolitej miejsce patriotyzmu zajęło stwierdzenie jednego z pierwszych premierów „nowej” Polski, który powiedział, że „aby zostać bogaczem, pierwszy milion trzeba ukraść”; patriotyzm zastąpiono promowanym kosmopolityzmem, miejsce uczciwości zajęła nieuczciwość, prawdę zastąpiono kłamstwem i pomówieniem, ofiarność i poświęcenie – chciwością i pazernością, miłość – nienawiścią. Bezpośrednio po mszy, w przejściu między prezbiterium a zakrystią, do treści kazania miał się odnieść prezydent Bronisław Komorowski stwierdzając, iż jest zawiedziony i zaskoczony fragmentem wygłoszonego tego dnia kazania.
2 grudnia 2010 Ministerstwo Obrony Narodowej wydało komunikat mówiący, że „z dniem 30 listopada 2010 ks. płk Sławomir Żarski zakończył trzyletnią kadencję na stanowisku wikariusza generalnego – zastępcy biskupa polowego Wojska Polskiego i zgodnie z przepisami został przeniesiony do rezerwy kadrowej”. Nowym wikariuszem generalnym został mianowany ks. płk January Wątroba.
Dekretem biskupa Józefa Guzdka z dniem 15 stycznia 2011 został proboszczem parafii cywilno-wojskowej w Legionowie. Posługę w tej parafii pełnił do 21 listopada 2012 – uroczyste pożegnanie odbyło się 18 listopada 2012. Na zakończenie swojej służby w Ordynariacie Polowym został odznaczony Medalem Błogosławionego ks. Jerzego Popiełuszki.

#### Posługa w diecezji warszawsko-praskiej (od 2013)
1 lutego 2013 został mianowany administratorem parafii św. Jana Chrzciciela w Józefowie-Michalinie, funkcję tę pełnił do 6 października tego samego roku. 1 lipca 2015 został mianowany administratorem parafii Świętych Apostołów Piotra i Pawła w Dębem Wielkim. 7 października 2016 został inkardynowany do diecezji warszawsko-praskiej. 12 października 2016 przestał być administratorem parafii Świętych Apostołów Piotra i Pawła, obejmując urząd proboszcza tejże parafii.
Od 20 czerwca 2017 pełnił obowiązki dziekana dekanatu mińskiego-św. Antoniego z Padwy, do czasu wyboru nowego dziekana. 1 listopada 2017 został mianowany dziekanem tego dekanatu.
6 marca 2018, na wniosek ministra obrony narodowej, prezydent Andrzej Duda mianował go na stopień generała brygady. Akt mianowania odebrał 17 grudnia 2018 z rąk szefa Biura Bezpieczeństwa Narodowego Pawła Solocha.

## Współpraca ze Służbą Bezpieczeństwa
27 sierpnia 1985 Sławomir Żarski został zwerbowany do Służby Bezpieczeństwa przez funkcjonariusza do rozpracowania duchowieństwa, porucznika Szczepana Urbana nazywanego „gwiazdą Służby Bezpieczeństwa”. Pozostawał aktywny do 24 stycznia 1990. Sąd Okręgowy w Lublinie orzekł (wyrok nieprawomocny) to, że ks. Sławomir Żarski jest byłym tajnym współpracownikiem Służby Bezpieczeństwa ps. Pątnik (jako jeżdżący na pielgrzymki był cennym informatorem Służby Bezpieczeństwa) i kłamcą lustracyjnym. W rozstrzygnięciu zaważyły nie tylko akta Instytutu Pamięci Narodowej, ale również zeznania złożone przez innych księży, znających duchownego w tamtym okresie.

## Aresztowanie pod zarzutem korupcji
5 lutego 2025 r, Sławomir Żarski został aresztowany przez Centralne Biuro Antykorupcyjne w sprawie podejmowania, w zamian za korzyść majątkową albo jej obietnicę, pośrednictwa w załatwieniu dostaw pojazdów mechanicznych z przeznaczeniem dla WOT.

## Odznaczenia
- Brązowy Medal za Zasługi dla Obronności Kraju (27 października 1992)
- Srebrny Medal za Zasługi dla Obronności Kraju (16 lipca 1996)
- Brązowy Medal Sił Zbrojnych w Służbie Ojczyzny (22 lipca 1997)
- Srebrny Krzyż Zasługi (17 lutego 1999)
- Złoty Medal za Zasługi dla Obronności Kraju (25 lipca 2002)
- Złoty Krzyż Zasługi (18 lutego 2004)
- Srebrny Medal Sił Zbrojnych w Służbie Ojczyzny (11 lipca 2008)
- Wojskowy Krzyż Zasługi (27 kwietnia 2009)
- Medal Błogosławionego ks. Jerzego Popiełuszki (18 listopada 2012)